# مهدی رحیمی (ورزشکار)
مهدی رحیمی (زادهٔ ۹ مهر ۱۳۶۸ در اصفهان) قهرمان و ملی پوش تیم ملی دو و میدانی ایران است.(فهرست رکوردهای دو و میدانی ایران)
وی در حال حاضر به مربیگری و پرورش هنرجویانش در اصفهان مشغول می‌باشد و یکی از نامدارترین مربیان دو و میدانی و پارالمپیک در این استان و ایران است.

## عناوین و افتخارات
مسابقات کاپ آزاد گرجستان ۲۰۱۷ مدال طلا، ۴۰۰متر

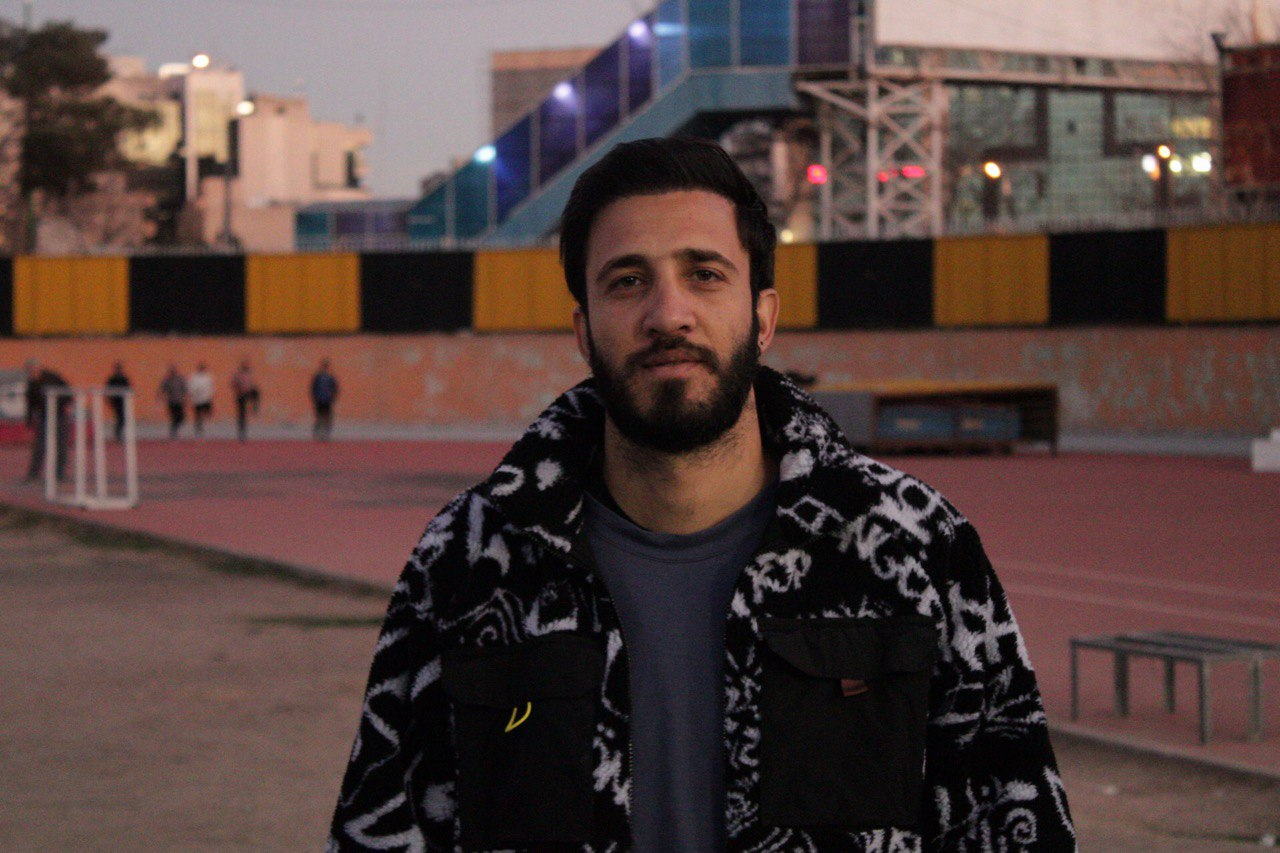

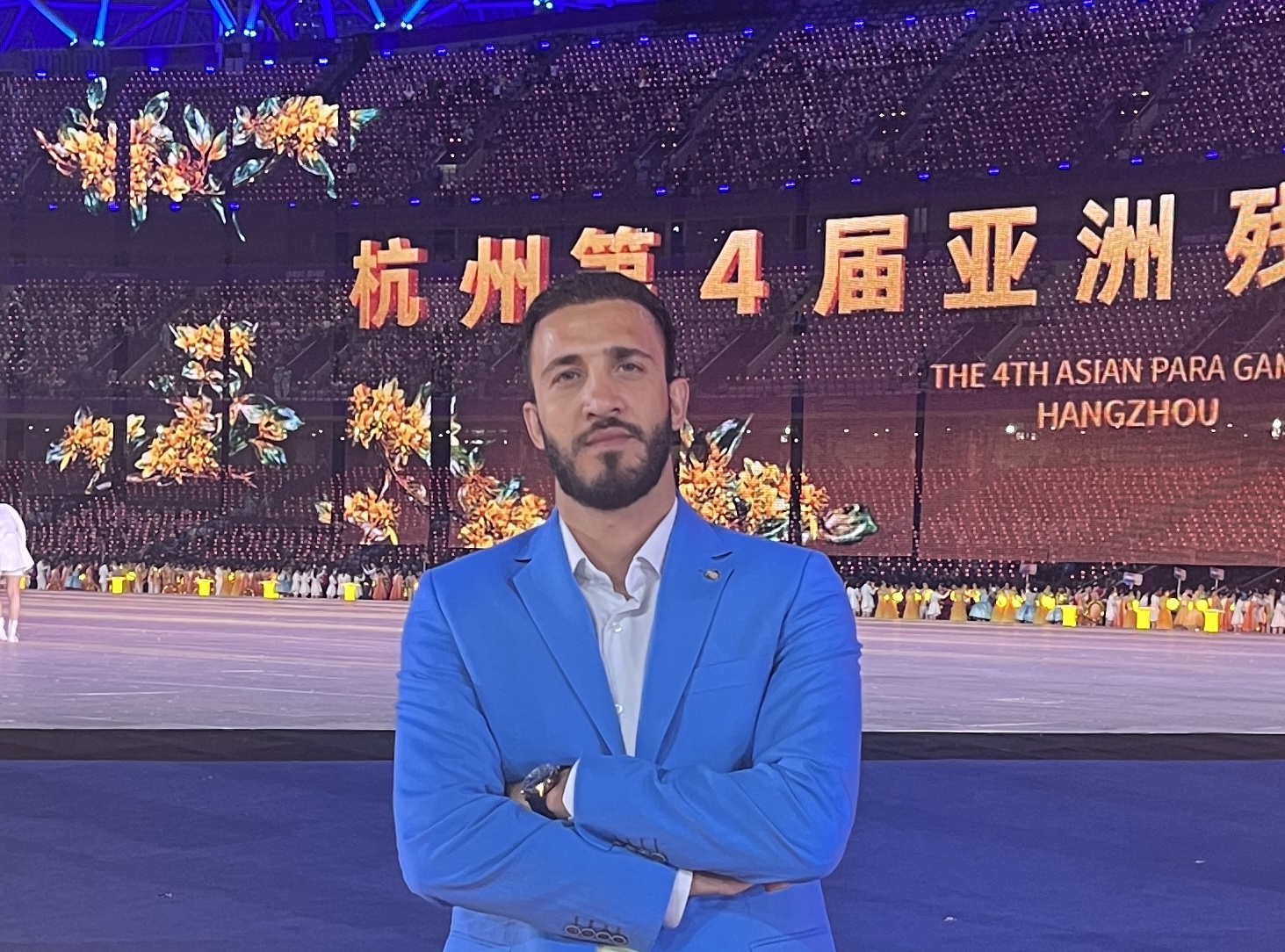
بازی‌های پارا آسیایی هانگژو

مسابقات بین‌المللی دهه فجر ۲۰۱۳ ایران مدال طلا، ۴۰۰متر
مسابقات بین‌المللی داخل سالن ایران ۲۰۱۳ مدال طلا،۴۰۰متر
مسابقات کاپ آزاد گرجستان ۲۰۱۸ مدال طلا، ۴۰۰متر
مسابقات کاپ آزاد گرجستان ۲۰۱۷ مدال نقره، ۲۰۰متر
مسابقات کاپ آزاد گرجستان ۲۰۱۸ مدال نقره، ۲۰۰متر
مسابقات اروپایی ترکیه ۲۰۱۷ مدال برنز، ۴*۱۰۰ متر امدادی 
مسابقات کاپ آزاد ترکیه ۲۰۱۷ مدال برنز، ۴۰۰متر 
عضو تیم ملی دو و میدانی جمهوری اسلامی ایران در بازی‌های بازی‌های آسیایی ۲۰۱۴ اینچئون - کره جنوبی
عضو تیم ملی دو و میدانی جمهوری اسلامی ایران در مسابقات غرب آسیا ۲۰۱۴ دبی

## بازی‌های آسیایی
وی در بازی‌های آسیایی ۲۰۱۴ اینچئون - کره جنوبی در ماده ۴در ۴۰۰متر امدادی به عنوان نفر اول شروع کرد ولی نفرات بعد با خطا مواجه شدند و باعث حذف تیم ملی در این دور از رقابت‌ها شدند.

## مربیگری
مهدی رحیمی یکی از پرآوازه‌ترین مربیان دو و میدانی و سرمربی تیم ملی پارالمپیک دو و میدانی ایران است. او در کارنامه خود در مدت مربیگری سوابق درخشانی دارد که می‌توان به موارد ذیل اشاره کرد:

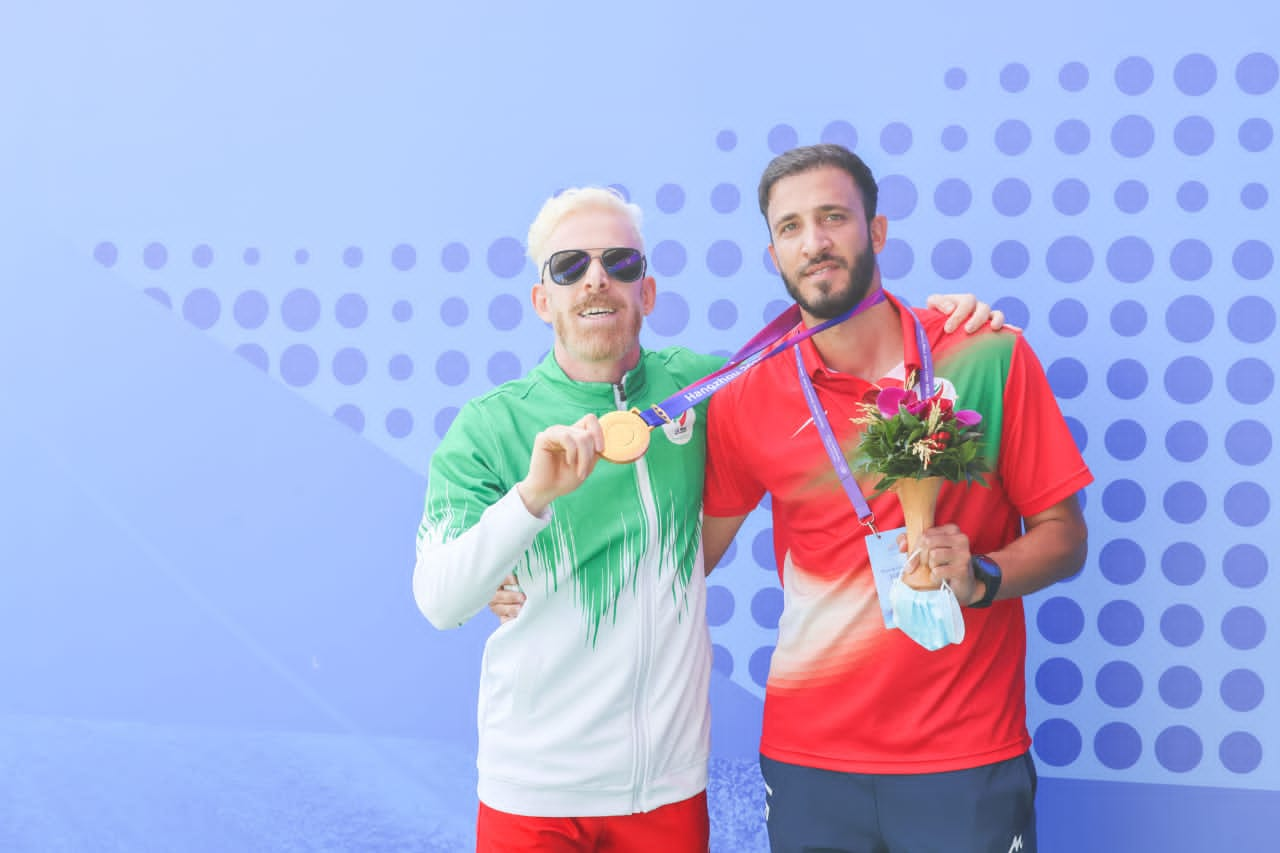
مهدی رحیمی و مهرداد مرادی-دو مدال طلا در بازی‌های پارا آسیایی

وحید علی نجیمی از شاگردان مهدی رحیمی است که توانست در بازی‌های پارا آسیایی جاکارتا ۲۰۱۸ دو مدال طلا در دو ۱۰۰ متر و ۲۰۰ متر کسب کند. پس از آن علی نجیمی به پارالمپیک ۲۰۲۰ توکیو راه یافت و از صعود به فینال بازی‌ها بازماند. علی نجیمی در سال ۲۰۲۳ زیر نظر مهدی رحیمی در بازی‌های پارا آسیایی ۲۰۲۳ هانگژو به دو مدال نقره در ماده‌های دو ۱۰۰متر و دو ۴۰۰متر دست یافت.
مهرداد مرادی از دیگر شاگردان مهدی رحیمی در بازی‌های پاراآسیایی هانگژو ۲۰۲۲توانست دو مدال طلا در دو ۱۰۰ متر و ۴۰۰ متر کسب کند. او در ادامه یک مدال طلا و یک مدال نقره در دو ۱۰۰ متر و ۴۰۰ متر مسابقات گرند پری مراکش در سال ۲۰۲۲ توانست کسب کند.

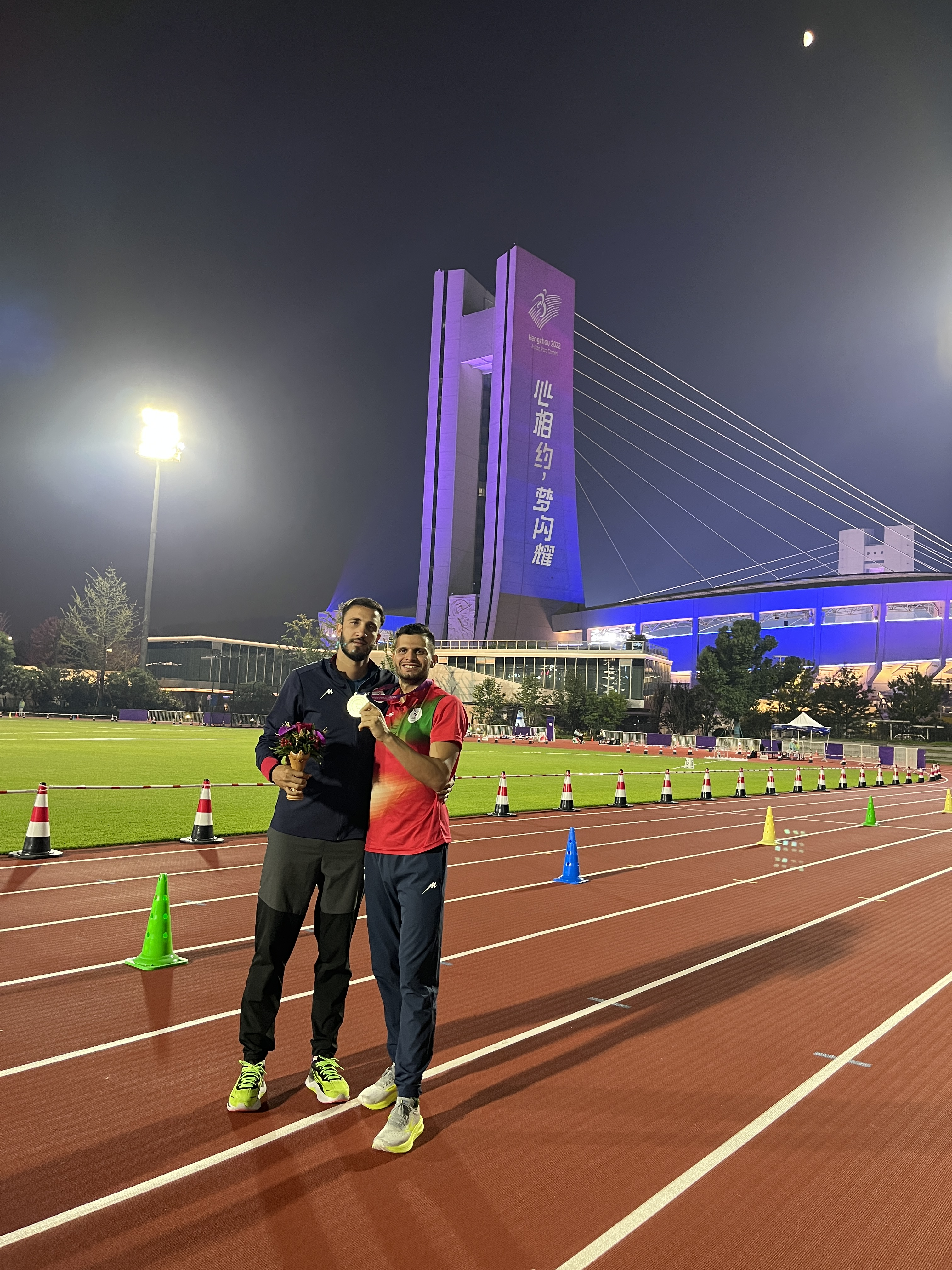
مهدی رحیمی و وحید علی نجیمی- دو مدال نقره در بازی‌های پارا آسیایی

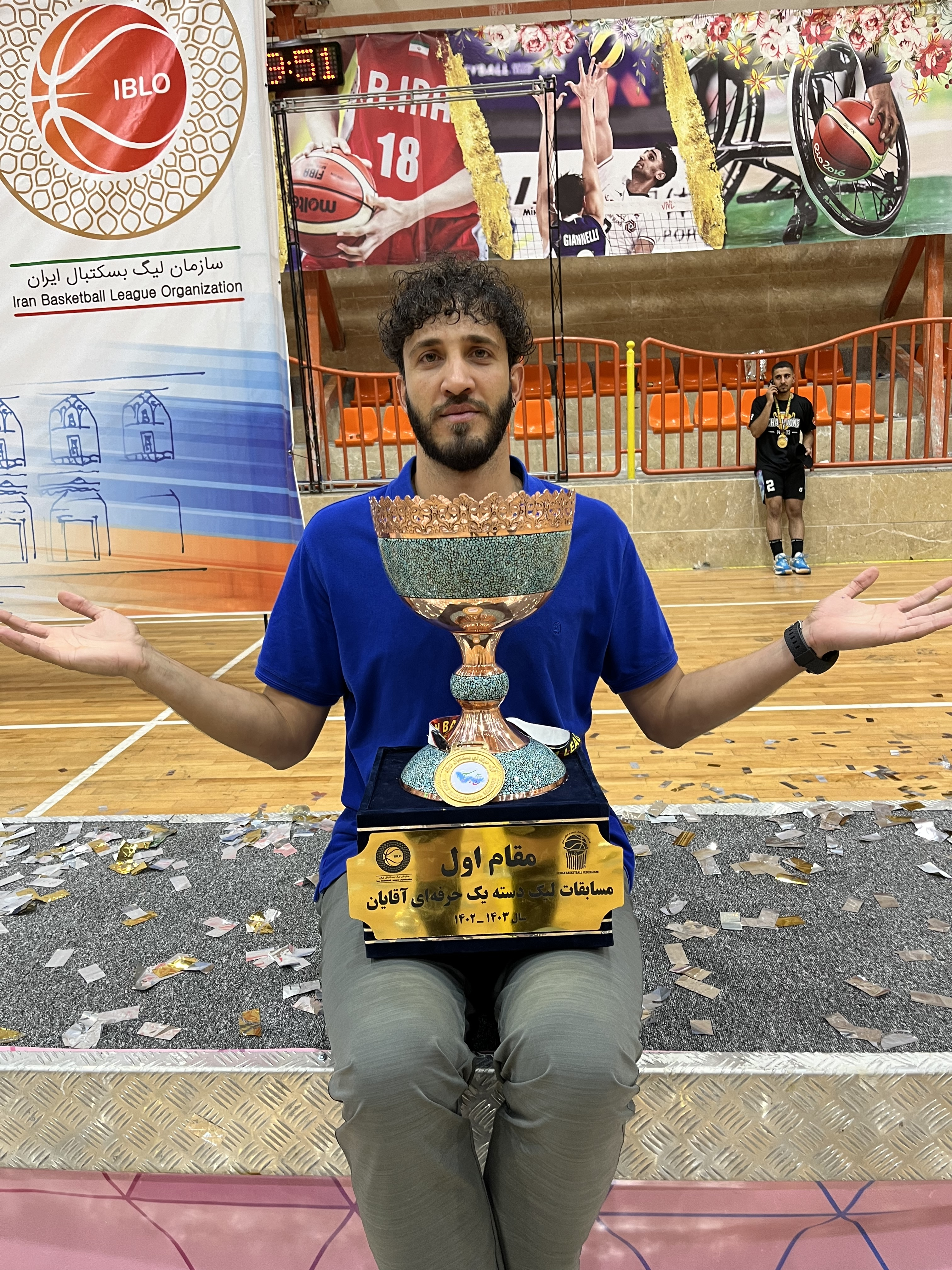
mehdi Rahimi-Final League1

مهدی رحیمی در ادامه برای اثبات توانایی‌های خود به عنوان مربی بدنسازی تیم بسکتبال گلنور اصفهان انتخاب و توانست با توانایی‌های خیره کننده خود این تیم را تا قهرمانی لیگ دسته یک بسکتبال کشور ایران همراهی و صعود این تیم را به سوپرلیگ بسکتبال کشور را به ارمغان آورد.
از دیگر شاگردهای این مربی می‌توان به نگار اسماعیلی (قهرمان تکواندو آسیا)، شبنم کوهستانی، شقایق علیزاده، ریحانه کاظمی، نسرین نادعلی، علی دهنایی، علی لطفی، شادمهر حیدری، حسن علی نجیمی و محمد اکبری نام برد. تمامی این ورزشکاران از ورزشکاران نخبه و زبده کشور در رشته‌های مختلف می‌باشند.